# Sotto l'albero yum yum
Sotto l'albero yum yum (Under the Yum Yum Tree) è un film del 1963, diretto dal regista David Swift.

## Trama
Robin e Dave sono fidanzati, ma con ancora qualche dubbio sulla loro unione. Irene, zia di Robin, le lascia per qualche tempo l'uso di un bellissimo appartamento in riva al mare. Lei allora propone a Dave di andare  a convivere per qualche tempo e poter così mettere a prova la loro unione. La convivenza però dovrà essere esclusivamente platonica in modo da poter approfondire la reciproca conoscenza e capire se il matrimonio sia la strada giusta per suggellare la loro unione.
Ma il padrone di casa, il signor Hogan, un uomo molto sensibile al fascino femminile, rimane abbagliato dalla bellezza di Robin e, tenta con ogni mezzo di dividerla da Dave e di conquistarla. Quando la situazione volge al peggio però ritorna la zia Irene, che conosce molto bene il suo padrone di casa e si adopera con successo affinché la vicenda si concluda con un felice matrimonio.

## Altre versioni
Sotto l'albero yum yum è un adattamento di una commedia di Broadway di Lawrence Roman.
La commedia è stata lanciata il 16 Novembre del 1960 ed è stata riproposta per 173 volte, il cast originale includeva Gig Young nel ruolo di Hogan, Sandra Church nel ruolo di Robin e sempre Dean Jones nel ruolo di Dave.
il 2 Settembre del 1969 è stato prodotto un remake televisivo con Ryan O'Neal e Leigh Taylor-Young.

## Riconoscimenti
Il film fu un film di buon successo e Jack Lemmon per l'interpretazione di Hogan ricevette una nomination al Golden Globe del 1964; curiosamente l'attore era candidato per lo stesso premio in due differenti interpretazioni (l'altra era Irma la dolce ) ma perse in quell'edizione ai danni di Alberto Sordi  per il film Il diavolo